# ラジオ文芸館
『ラジオ文芸館』（ラジオぶんげいかん）は、NHKラジオ第1放送とNHK-FM放送で放送されている朗読番組。

## 概要
全国各地のNHKアナウンサーが週替わりで朗読、及び殆どの回では演出効果（大阪局など、地方発である場合は朗読と演出を別々のアナウンサーがする場合もある）を担当し、日本を代表する文芸作家の作品を紹介する。
1993年スタートで、以前は『ラジオアングル』（土曜日放送。のちの『土曜ジャーナル』）に月1回ペースで放送されていた「ラジオアングル文芸館」というタイトルでの番組だったが、その後独立し毎週の放送になった。2008年4月からは『新日曜名作座』の開始に伴い、日曜日から土曜日の同時間帯に移動（随時『土曜ジャーナル』を系譜する報道特集番組を編成）した（日曜日時代は高校野球期間中はこの時間に『日曜討論』<通常は日曜朝9時放送>を流す関係上休止となった）。
なお、2011年3月までは原則として毎週土曜日22:15-22:55に放送され、2010年4月から最終週は沖縄熱中倶楽部を放送するため休止となるが、その一つ前の週（第3週か、5週ある場合の第4週）の放送は過去の作品で再放送の要望が多かったものを取り上げる「文芸館アンコール」となる。一部の地域では、アンコール放送週の放送を差し替え、より地域にこだわった内容としているところもある。その内容が当番組で流されることもある。
- 北の文芸館（北海道ネットワーク。2010年度は12月18日に中断ニュースをはさんだ2部構成で放送。そのため当番組と『ふるさと自慢コンサート』は休止）
- 南の文芸館（九州・沖縄ネットワーク。2007年度〜）

その後、2011年4月より土曜8:05からの放送となり、高校野球、近代オリンピック期間中など特別編成でない限り、最終週も含め毎週の放送となった。これにより番組は原則として「新作月3本（第1-3週）、アンコール月1-2本（第4・5週）」というパターンになったが、2013年度以後は、5週の時は左記と同じパターンであるが、4週である場合は「新作・アンコール各2本ずつ（第1・2週新作、第3・4週アンコール）」というパターンが定着している。また8月の高校野球期間には、その前後2-3回（第1・4・5週）に新作を放送して、高校野球に当たる第2・3週は雨天中止や開始時間の延期、ないしは予め3試合以下しか組まれず9時以後に試合が行われる場合の予備番組を想定してアンコールとする場合もある。
2018年度は放送時間が変更となり、ラジオ深夜便の日曜深夜(月曜日午前1時台) の放送となる（いわゆるフロート番組扱い）。
番組のテーマ曲は、讃美歌第二編192番「シャロンの花」である。番組冒頭や、場合によっては番組の終わりに流れることもある。
2019年8月現在のテーマ曲は、二胡奏者チェン・ミンの2009年のアルバム「Chen Min」に収録されている「Rebirth」。

## 主に担当する機会が多いアナウンサー
- 大出岳史（NHK放送文化研究所研究員）
- 阿部陽子（NHK放送センター）
- 大沼ひろみ（NHK日本語センター）
- 富本修志（NHK放送研修センター・日本語センター）
- 滝島雅子（NHK放送文化研究所研究員）
- 二宮正博（NHK放送センターシニア嘱託スタッフ）
- 山田敦子（NHK放送研修センター・日本語センター）
- 小野卓司（NHK放送センター）
- 小見誠広（NHK放送センター）

フリーになってからも不定期で出演する元NHKアナウンサー
- 青木裕子
- 長谷川勝彦
- 山田誠浩

ほとんどはNHK放送センターアナウンス室、NHKラジオセンターやNHK放送研修センター・日本語センターに属するアナウンサーの出演が多いが、上述のアナウンサーは地方局在籍の時でも比較的担当頻度が多い。フリーという形で参加する上掲3人も、NHK文化センターや日本語センターでの朗読・話し言葉の教室講師などで携わることが多い。
逆にスポーツアナウンサー系の出演は田代純（NHK大津放送局）など極まれである。
平均で毎月1回程度は東京以外の地方局のアナウンサーの出演もあったり、リレー競作で複数アナウンサーが朗読する場合もある。